# Charlie Trafford
Charlie Trafford, kanadski nogometaš, * 24. maj 1992, Calgary.

## Življenjepis
Charlie Trafford je bil rojen v Olimpijskem mestu Calgary v zvezni deželi Alberta na jugozahodu Kanade. Pri osmih letih se je začel ukvarjati z nogometom,nato pa ga je profesionalna pot vodila na Finsko v klub IFK Mariehamn,kjer je leta 2013 podpisal svojo prvo profesionalno pogodbo.Tam je igral tudi njegov šest let starejši bratranec Mason Trafford.